# Salah Mejri
Pour les articles homonymes, voir Mejri.
Salah Mejri, né le 15 juin 1986 à Jendouba, est un basketteur tunisien actif de 2006 à 2023. Il mesure 2,18 m et joue au poste de pivot.
Avec l'équipe nationale, il dispute le championnat du monde 2010 et remporte le championnat d'Afrique 2011 organisé à Madagascar.

## Carrière
Formé à l'Étoile sportive du Sahel (2006-2010) avec qui il remporte deux titres de champion de Tunisie, il rejoint le championnat de Belgique en 2010 pour jouer avec les Telenet Giants Antwerp. Lors de sa deuxième saison, il est le meilleur contreur du championnat avec 2,5 contres par rencontre et troisième meilleur rebondeur avec 7,5 (derrière Jason Love (en) et Graham Brown).
Il prend part aux Jeux olympiques d'été de 2012 avec l'équipe de Tunisie et finit meilleur contreur de la compétition avec 3,4 contres par rencontre et deuxième meilleur rebondeur avec dix rebonds par rencontre.
Il rejoint le Real Madrid en juillet 2013,.
Le 30 juillet 2015, il signe aux Mavericks de Dallas, et devient le premier Maghrébin à jouer dans la NBA.
Le 7 février 2019, il est coupé par les Mavericks de Dallas avant d'être réintégré le 10 février.
Après avoir participé avec la sélection tunisienne au championnat du monde 2019 en Chine, il s'engage en septembre 2019 pour un mois avec les Liaoning Flying Leopards dans l'optique de participer à la East Asia Super League (en),. Il retrouve au sein de l'équipe l'ancien joueur NBA Lance Stephenson.
En octobre 2019, Mejri retourne au Real Madrid avec lequel il signe un contrat qui court jusqu'à la fin de la saison 2019-2020.
En septembre 2020, il s'engage avec les Beijing Royal Fighters évoluant en CBA chinoise.
En mars 2023, il signe avec le Kazma Sporting Club.
Il prend sa retraite en février 2024.

## Clubs
- 2006-2010 : Étoile sportive du Sahel (Ligue 1 tunisienne)
- 2010-2012 : Telenet Giants Antwerp (Division 1 belge)
- 2012-2013 : Obradoiro CAB (Liga ACB espagnole)
- 2013-2015 : Real Madrid (Liga ACB espagnole)
- 2015-2019 : Mavericks de Dallas (NBA américaine)
- 2019 (1 mois) : Liaoning Flying Leopards (CBA chinoise)
- 2019-2020 : Real Madrid (Liga ACB espagnole)
- 2020 : Beijing Royal Fighters (CBA chinoise)
- 2021-2022 : Al-Jahra Sporting Club (en) (D1 koweïtienne)
- 2022 : Beirut Sports Club[17] (D1 libanaise)
- 2022 : Al-Jahra Sporting Club (en) (D1 koweïtienne)
- 2023 : Kazma Sporting Club (en) (D1 koweïtienne)

## Palmarès

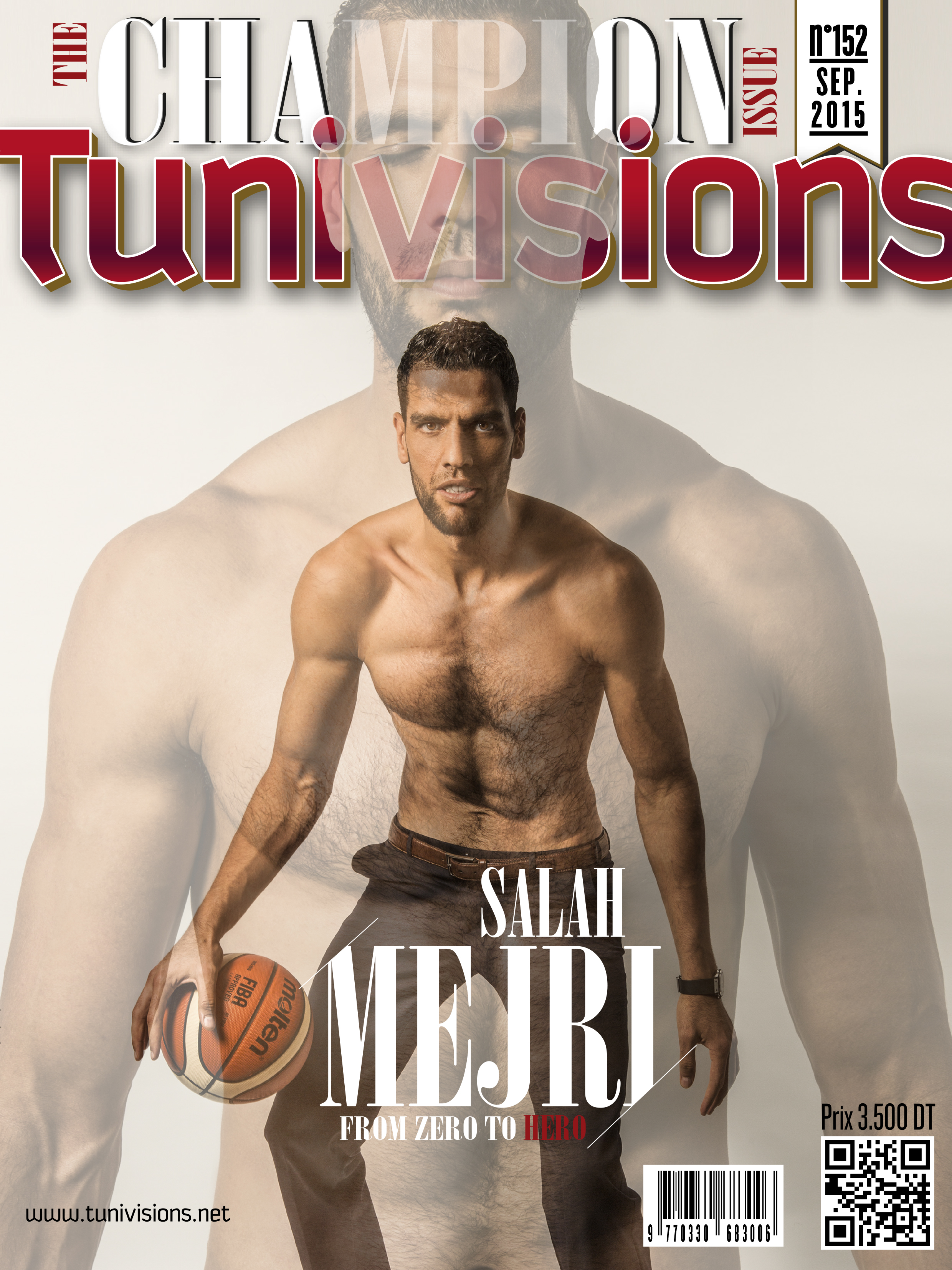
Salah Mejri en couverture de Tunivisions, en septembre 2015.

### Clubs
- Champion de Tunisie : 2007, 2009
- Champion du Liban : 2022
- Vainqueur de la coupe de Galice : 2012
- Vainqueur de la Coupe du Roi d'Espagne : 2014, 2015
- Vainqueur de la Supercoupe d'Espagne : 2013, 2014
- Vainqueur de l'Euroligue : 2014-2015
- Vainqueur de l'East Asia Super League (en)[18] : 2019
- Médaille d'argent à la coupe d'Afrique des clubs champions : 2008
- Médaille d'argent à l'Euroligue : 2013-2014
- Médaille d'argent à la Liga ACB : 2013-2014

### Sélection nationale

#### Jeux olympiques
- 11e des Jeux olympiques 2012 (Royaume-Uni)

#### Jeux méditerranéens
- Médaille de bronze aux Jeux méditerranéens de 2013 (Turquie)

#### Championnat d'Afrique
- Médaille d'or au championnat d'Afrique 2011 (Madagascar)
- Médaille d'or au championnat d'Afrique 2021 (Rwanda)
- Médaille de bronze au championnat d'Afrique 2009 (Libye)
- Médaille de bronze au championnat d'Afrique 2015 (Tunisie)

#### Championnat arabe des nations
- Médaille d'or au championnat arabe des nations 2009 (Maroc)

## Récompenses et distinctions individuelles
- MVP de l'Afrobasket 2011[19]
- Nommé dans le cinq majeur (pivot) de l'Afrobasket 2011[19]
- Meilleur contreur de l'Afrobasket 2011[20]
- 2e meilleur rebondeur de l'Afrobasket 2011[21]
- Meilleur contreur de Jeux olympiques d'été de 2012[22]
- 2e meilleur rebondeur de Jeux olympiques d'été de 2012[23]
- Révélation de la Liga ACB de la saison 2012-2013[24]
- Meilleur contreur de la coupe du monde 2019[25]
- Meilleur pourcentage de panier à deux points (90 %) de l'Afrobasket 2021[26]

## Statistiques

### Saison régulière NBA
| Saison    | Équipe | Matchs | Titul. | Min./m | % Tir | % 3pts | % LF | Rbds/m. | Pass/m. | Int/m. | Ctr/m. | Pts/m. |
| --------- | ------ | ------ | ------ | ------ | ----- | ------ | ---- | ------- | ------- | ------ | ------ | ------ |
| 2015–2016 | Dallas | 34     | 6      | 11,7   | 62,8  | 0,0    | 58,7 | 3,62    | 0,29    | 0,24   | 1,06   | 3,68   |
| 2016–2017 | Dallas | 73     | 11     | 12,4   | 64,2  | 33,3   | 59,0 | 4,22    | 0,19    | 0,44   | 0,84   | 2,92   |
| 2017–2018 | Dallas | 61     | 1      | 11,9   | 64,2  | 0,0    | 57,6 | 4,03    | 0,57    | 0,36   | 1,10   | 3,51   |
| 2018–2019 | Dallas | 36     | 4      | 11,1   | 49,1  | 32,4   | 62,5 | 3,64    | 0,97    | 0,28   | 0,72   | 3,92   |
| Carrière  |        | 204    | 22     | 11,9   | 60,3  | 29,3   | 59,0 | 3,96    | 0,46    | 0,35   | 0,93   | 3,40   |

Dernière mise à jour le 13 avril 2019.

### Playoffs NBA
| Saison   | Équipe | Matchs | Titul. | Min./m | % Tir | % 3pts | % LF | Rbds/m. | Pass/m. | Int/m. | Ctr/m. | Pts/m. |
| -------- | ------ | ------ | ------ | ------ | ----- | ------ | ---- | ------- | ------- | ------ | ------ | ------ |
| 2016     | Dallas | 4      | 1      | 19,0   | 70,0  | 0,0    | 41,7 | 3,25    | 0,25    | 0,75   | 1,25   | 4,75   |
| Carrière |        | 4      | 1      | 19,0   | 70,0  | 0,0    | 41,7 | 3,25    | 0,25    | 0,75   | 1,25   | 4,75   |

Dernière mise à jour le 23 avril 2016.

### Saison régulière D-League
| Saison    | Équipe | Matchs | Titul. | Min./m | % Tir | % 3pts | % LF | Rbds/m. | Pass/m. | Int/m. | Ctr/m. | Pts/m. |
| --------- | ------ | ------ | ------ | ------ | ----- | ------ | ---- | ------- | ------- | ------ | ------ | ------ |
| 2015-2016 | Texas  | 8      | 2      | 23,8   | 56,6  | 12,5   | 87,5 | 7,75    | 0,62    | 0,62   | 2,88   | 8,50   |
| Carrière  |        | 8      | 2      | 23,8   | 56,6  | 12,5   | 87,5 | 7,75    | 0,62    | 0,62   | 2,88   | 8,50   |

## Records sur une rencontre en NBA
Les records personnels de Salah Mejri, officiellement recensés par la NBA, sont les suivants :
| Type de statistique        | Saison régulière | Saison régulière          | Saison régulière | Playoffs | Playoffs                                          | Playoffs                    |
| Type de statistique        | Record           | Adversaire                | Date             | Record   | Adversaire                                        | Date                        |
| -------------------------- | ---------------- | ------------------------- | ---------------- | -------- | ------------------------------------------------- | --------------------------- |
| Points                     | 19               | @ Memphis Grizzlies       | 8 avril 2019     | 12       | @ Thunder d'Oklahoma City                         | 18 avril 2016               |
| Paniers marqués            | 7                | @ Thunder d'Oklahoma City | 13 janvier 2016  | 5        | @ Thunder d'Oklahoma City                         | 18 avril 2016               |
| Paniers tentés             | 12               | Trail Blazers de Portland | 23 mars 2016     | 7        | @ Thunder d'Oklahoma City                         | 18 avril 2016               |
| Paniers à 3 points réussis | 2                | @ Memphis Grizzlies       | 8 avril 2019     | Aucun    | Aucun                                             | Aucun                       |
| Paniers à 3 points tentés  | 5                | @ Memphis Grizzlies       | 8 avril 2019     | Aucun    | Aucun                                             | Aucun                       |
| Lancers francs réussis     | 5                | Trail Blazers de Portland | 20 mars 2016     | 2        | @ Thunder d'Oklahoma City Thunder d'Oklahoma City | 18 avril 2016 23 avril 2016 |
| Lancers francs tentés      | 9                | Trail Blazers de Portland | 20 mars 2016     | 4        | @ Thunder d'Oklahoma City                         | 18 avril 2016 18 avril 2016 |
| Rebonds offensifs          | 6                | @ Rockets de Houston      | 24 janvier 2016  | 3        | @ Thunder d'Oklahoma City                         | 18 avril 2016               |
| Rebonds défensifs          | 11               | Trail Blazers de Portland | 20 mars 2016     | 3        | @ Thunder d'Oklahoma City Thunder d'Oklahoma City | 16 avril 2016 23 avril 2016 |
| Rebonds totaux             | 14               | Trail Blazers de Portland | 20 mars 2016     | 4        | @ Thunder d'Oklahoma City Thunder d'Oklahoma City | 16 avril 2016 23 avril 2016 |
| Passes décisives           | 1                | 10 fois                   | 10 fois          | 1        | @ Thunder d'Oklahoma City                         | 18 avril 2016               |
| Interceptions              | 1                | 7 fois                    | 7 fois           | 2        | Thunder d'Oklahoma City                           | 23 avril 2016               |
| Contres                    | 6                | Trail Blazers de Portland | 20 mars 2016     | 3        | @ Thunder d'Oklahoma City                         | 18 avril 2016               |
| Balles perdues             | 4                | Trail Blazers de Portland | 23 mars 2016     | Aucun    | Aucun                                             | Aucun                       |
| Minutes jouées             | 33               | Trail Blazers de Portland | 20 mars 2016     | 28       | @ Thunder d'Oklahoma City                         | 18 avril 2016               |

- Double-double : 3 (au terme de la saison NBA 2015-2016) ;
- Triple-double : aucun.